# 愛 羅 武 勇
『愛 羅 武 勇』（あい・ら・ぶ・ゆう）は、2005年10月26日に発売された氣志團の4thアルバム。

## 概要
『TOO FAST TO LIVE TOO YOUNG TO DIE』から1年7ヵ月ぶりとなるオリジナル・アルバムで、収録曲は18曲、シングルは5曲収録されている。

## メンバー
- 綾小路 翔（翔やん）：VOCAL & MC & GUITAR
- 早乙女 光（ヒカル）：DANCE & SCREAM
- 西園寺 瞳（トミー）GUITAR
- 星 グランマニエ（ランマ）：GUITAR
- 白鳥 松竹梅（マツ）：BASS GUITAR
- 白鳥 雪之丞（ユッキ）：DRUMS & DRUNK

## 収録曲

### CD
全編曲：氣志團
| #         | タイトル                       | 作詞      | 作曲           | 時間  |
| --------- | ------------------------------ | --------- | -------------- | ----- |
| 1.        | 「THE NIGHTS」                 | -         | 綾小路翔       | 1:36  |
| 2.        | 「夢見る頃を過ぎても」         | 綾小路翔  | 綾小路翔       | 3:51  |
| 3.        | 「~ENGINE~」                   | -         | 綾小路翔       | 0:15  |
| 4.        | 「勇気」                       | 綾小路翔  | 綾小路翔       | 3:58  |
| 5.        | 「俺達には土曜日しかない」     | 綾小路翔  | 綾小路翔       | 5:43  |
| 6.        | 「一瞬の夏」                   | 綾小路翔  | 星グランマニエ | 3:54  |
| 7.        | 「月影」                       | -         | 星グランマニエ | 4:15  |
| 8.        | 「~大関東~」                   | ‐         | 綾小路翔       | 0:54  |
| 9.        | 「男帝-Dandy-」                | 綾小路翔  | 綾小路翔       | 4:37  |
| 10.       | 「結婚闘魂行進曲「マブダチ」」 | 綾小路翔  | 綾小路翔       | 5:33  |
| 11.       | 「21世紀パラダイム」           | 綾小路翔  | 星グランマニエ | 4:52  |
| 12.       | 「萌え萌えROCK’N’ROLL」        | 綾小路翔  | 綾小路翔       | 3:23  |
| 13.       | 「中の島大橋ブルーズ」         | 綾小路翔  | 星グランマニエ | 4:12  |
| 14.       | 「愛 羅 武 勇」                | 綾小路翔  | 綾小路翔       | 4:10  |
| 15.       | 「きゃつをマークしろ!」        | ‐         | 西園寺瞳       | 3:34  |
| 16.       | 「族」                         | 綾小路翔  | 綾小路翔       | 4:48  |
| 17.       | 「俺とおまえとGood Luck」      | 綾小路翔  | 白鳥松竹梅     | 3:52  |
| 18.       | 「You & Me Song」              | 綾小路翔  | 綾小路翔       | 5:24  |
| 合計時間: | 合計時間:                      | 合計時間: | 合計時間:      | 68:51 |

## 曲解説
1. THE NIGHTS
2. 夢見る頃を過ぎても
8thシングル
3. ~ENGINE~
4. 勇気
5. 俺達には土曜日しかない
9thシングル
6. 一瞬の夏
7. 月影
8. ~大関東~
9. 男帝-Dandy-
10. 結婚闘魂行進曲「マブダチ」
6thシングル
11. 21世紀パラダイム
12. 萌え萌えROCK’N’ROLL
13. 中の島大橋ブルーズ
14. 愛 羅 武 勇
15. きゃつをマークしろ!
16. 族
7thシングル
17. 俺とおまえとGood Luck
18. You & Me Song
10thシングル